# Margret Kiener Nellen
 (septembre 2023).
Si vous disposez d'ouvrages ou d'articles de référence ou si vous connaissez des sites web de qualité traitant du thème abordé ici, merci de compléter l'article en donnant les références utiles à sa vérifiabilité et en les liant à la section « Notes et références ».
Pour les articles homonymes, voir Kiener.
Margret Kiener Nellen, née le 17 avril 1953 à Berne, originaire de Bolligen et Baltschieder, est une personnalité politique suisse, membre du Parti socialiste suisse.

## Biographie
Margret Kiener Nellen grandit avec un frère et une sœur à Bolligen. Son père, Otto Kiener, est un membre de l'UDC et siège au Grand Conseil du canton de Berne de 1962 à 1974.
Elle suit une formation de traductrice à l'ETI Genève, après quoi elle étudie à la Haute école d'économie et droit à Saint-Gall où elle obtient une licence, puis son brevet d'avocat à Genève. Depuis, elle gère son propre cabinet d'avocat à Bolligen.

## Carrière politique
Margret Kiener Nellen est conseillère communale de Bolligen de 1992 à 2000 en charge, d'abord, du département de la police, puis, depuis 1997, de la planification. Elle est présidente de la commune de 2001 à 2008. Lors des élections du 9 novembre 2008, elle termine au troisième rang, derrière Erich Sterchi UDC et Rudolf Burger (indépendant) et renonce à se présenter au second tour.
Elle est élue de 1990 à 2003 au Grand Conseil du canton de Berne. Lors des élections fédérales de 2003, elle est élue au Conseil national, puis réélue en 2007. Depuis elle fait partie de la Commission judiciaire (CJ) et de la Commissions des finances (CdF) qu'elle a été la première femme à présider.
De 1996 à 2006, elle préside le « Mieterinnen- und Mieterverbands » du canton de Berne, une branche de l'association suisse des locataires. Elle doit abandonner ce mandat, lorsqu'il devient connu, qu'elle-même, en tant que propriétaire, a violé le droit du bail.
Elle est également présidente de l'association des sociétés bernoises de sport (bernsport) et membre du conseil pour le football féminin suisse. Elle est également vice-présidente du conseil de fondation de l'hôpital universitaire de l'île à Berne, membre du conseil de la fondation tilia pour les soins de longue durée ainsi que membre du conseil du centre de formation bernois de soins.
En 2019, le Service de renseignement de la Confédération est mis en cause par Margret Kiener Nellen, qui a déploré que celui-ci ait rassemblé des données sur elle.